# Chunarughat Upazila
Chunarughat Upazila är ett underdistrikt i Bangladesh. Det ligger i den östra delen av landet, 130 km öster om huvudstaden Dhaka.
Trakten runt Chunarughat Upazila består till största delen av jordbruksmark. Runt Chunarughat Upazila är det tätbefolkat, med 709 invånare per kvadratkilometer.